# Fairy Queen (Lokomotive)
Die Fairy Queen, auch als East Indian Railway Company Nr. 22 bezeichnet, ist eine 1854 gebaute indische Breitspur-Dampflokomotive, die 1908 ausrangiert wurde. Sie wurde vom Rewari Railway Heritage Museum – einem Eisenbahnmuseum, das etwa 70 km südwestlich von New Delhi liegt, wieder aufgebaut und verkehrt manchmal zwischen dem Bahnhof Delhi Cantonment und dem Eisenbahnmuseum. Die Lokomotive wurde 1998 im Guinness-Buch der Rekorde als die älteste betriebsfähige und regelmäßig im Dienst stehende Dampflokomotive der Welt aufgeführt. Die baugleiche East Indian Railway Company Nr. 21 Express ist ebenfalls betriebsfähig, und dürfte wegen der um eine Stelle tieferen Fabriknummer sogar noch älter sein.

## Geschichte

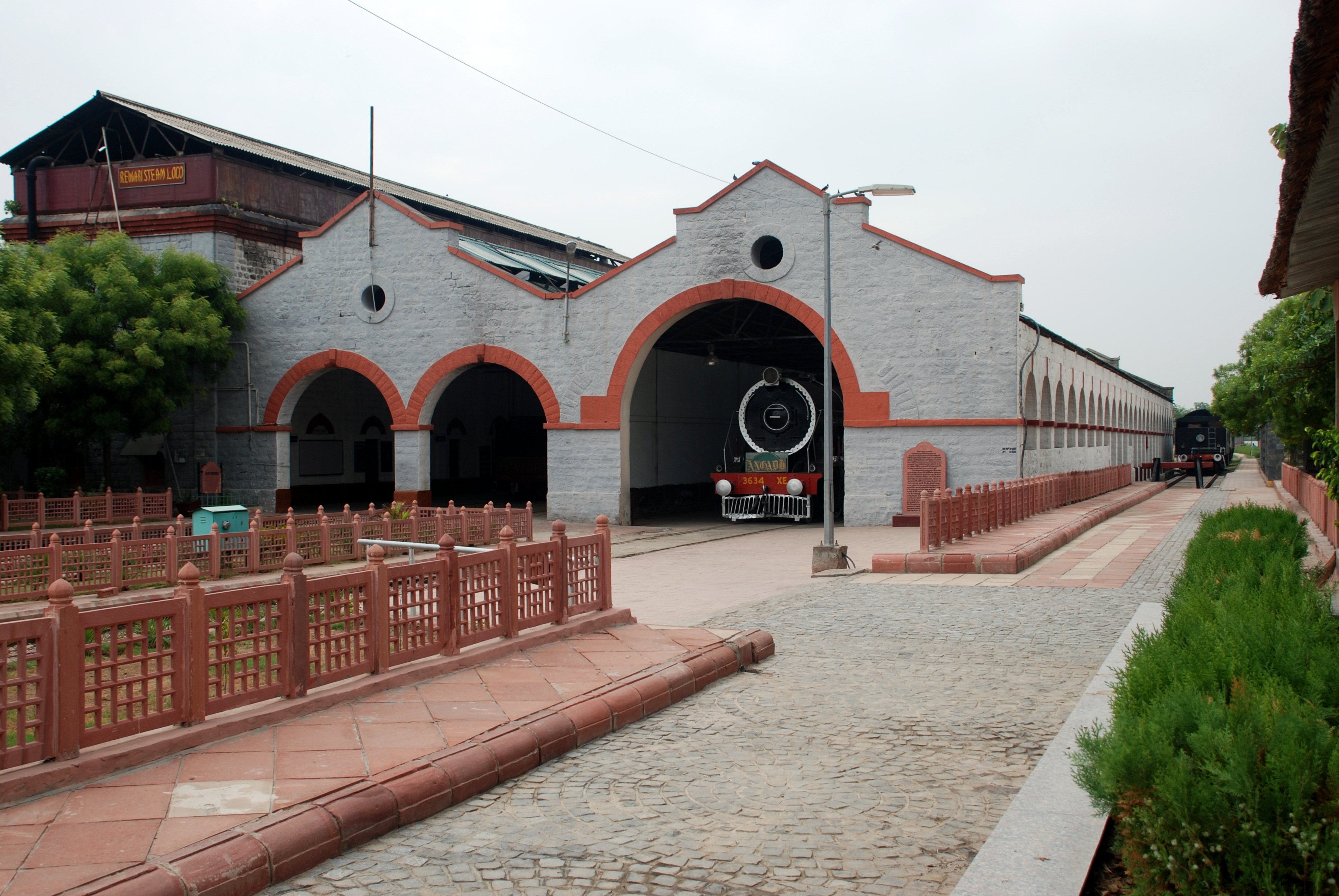
Das Rewari Railway Heritage Museum (zuvor Rewari Steam Locomotive Shed) ist das Heimatdepot der Fairy Queen.

Die Lokomotive wurde 1855 in England von Kitson, Thompson and Hewitson mit der Fabriknummer 481 gebaut und erreichte im gleichen Jahr Kolkata, das damals noch als Calcutta bezeichnet wurde. Bei Ankunft erhielt sie die Betriebsnummer 22 von der Bahngesellschaft East Indian Railway Company (EIR), welche den Bahnbau von Kolkata in Richtung Delhi vorantrieb. Nach mehreren Umnummerierungen erhielt die Lokomotive 1895 den Namen Fairy Queen.  Die Lokomotive wurde anfänglich für leichte Schnellzüge in West Bengal genutzt, die zwischen Howrah und Raniganj verkehrten. Während dem Aufstand von 1857 wurde die Lokomotive vor Truppenzügen eingesetzt, bevor sie in den Baudienst in Bihar eingeteilt wurde, wo sie bis zu ihrer Ausrangierung im Jahre 1908 verblieb. Danach war sie bis 1943 als Denkmallokomotive vor der Howrah Station, einem der beiden wichtigsten Fernbahnhöfe Kolkatas, aufgestellt, bevor sie in der Zonal training School at Chandausi in der Nähe von New Delhi aufgestellt wurde. Der Lokomotive wurde 1972 von der indischen Regierung der Status eines Kulturerbes verliehen, was sie zu einem Teil des Staatsschatzes machte. Sie wurde äußerlich aufgearbeitet und 1973 in das National Rail Museum of India in New Delhi überführt, das 1977 eröffnet wurde.

## Technische Eigenschaften
Die kohlengefeuerte Tenderlokomotive hat zwei schräg über dem Laufblech angeordnete Außenzylinder, die der Lokomotive eine Leistung von 130 PS geben. Die Höchstgeschwindigkeit beträgt 40 km/h. An Betriebsstoffen werden 3 m³ Wasser in einem Unterflurtank mitgeführt, während der 2 t fassende Kohlebehälter hinter dem Fahrpersonal angeordnet ist. Ein Dach ohne Seiten- und Stirnwände schützt das Fahrpersonal dürftig vor der Witterung.

## Betriebsfähige Aufarbeitung
Nach dem Erfolg des 1982 für Touristen lancierten Luxuszuges Palace on Wheels wurde als zweites touristisches Projekt die Aufarbeitung des Fairy Queen angegangen. Die Lokomotive wurde 1997 wieder betriebsfähig hergerichtet, so dass sie nach 88 Jahren erstmals wieder eine Hauptstrecke befahren konnte. Der kommerzielle Betrieb mit zwei vierachsigen Reisezugwagen begann am 18. Juli 1997. Einer der Wagen ist für die 60 Reisenden reserviert, während der zweite Wagen mit Generator, Kompressor und Lebensmittelvorräten als Servicewagen dient. Die zweitägige Reise führt von Neu-Delhi über Rewari zum 143 km entfernten Alwar in Rajasthan, wobei die Reisenden im Sariska-Nationalpark übernachten. Der Zug verkehrt nur während der touristisch attraktiven Wintersaison – am Anfang von Dezember bis Februar, später bis April, wobei zwei Fahrten pro Monat durchgeführt werden. Bereits 1999 wurde der Zug durch den damaligen indischen Premierminister Atal Bihari Vajpayee mit dem Nationalen Tourismuspreis für das innovativste und einzigartige Tourismusprojekt ausgezeichnet.
Im Jahre 2004 kehrte die Fairy Queen das erste Mal zum regulären Unterhalt in die Lokomotivwerkstatt Perambur bei Chennai zurück.
Im Mai 2011 wurde die Lokomotive, als sie unbeaufsichtigt in Delhi abgestellt war, ein Opfer von Metalldieben. Unter den 50 bis 60 nur schwer ersetzbaren Messingteilen befanden sich die Dampfpfeife, Manometer und deren Zuleitungen, Schmierleitungen, Stopfbüchsen und Öler. Zuerst schien eine erneute Aufarbeitung ungewiss. Die Lokomotive kehrte aber im Dezember 2011 zur Reparatur erneut nach Perambur zurück, wo der größte Teil der fehlenden Teile selbst gefertigt werden musste. Während des Ausfalls der Fairy Queen verkehrte der Sonderzug mit der WP 7161. Die Fairy Queen kehrte im Februar 2012 wieder in den Betriebsdienst zurück.